# تحالف اليوبيل
تحالف اليوبيل كان تحالفًا سياسيًا في كينيا.

## التاريخ
تأسس التحالف لدعم بطاقة الانتخابات الرئاسية المشتركة لأوهورو كينياتا وويليام روتو في الانتخابات العامة لعام 2013. في وقت الانتخابات، كان أعضاؤه هم التحالف الوطني وتحالف قوس قزح الوطني والحزب الجمهوري المتحد والمؤتمر الجمهوري. شغل ماشيل واكندا منصب مدير الاتصالات وسكرتير الفنون والترفيه في التحالف الوطني، من أبريل 2012 إلى أغسطس 2013، وقاد قسم الإعلام والاتصال بالحزب خلال انتخابات 2013.
في عام 2016، اندمج معظم أعضاء التحالف لتشكيل حزب اليوبيل.